# 타라니스

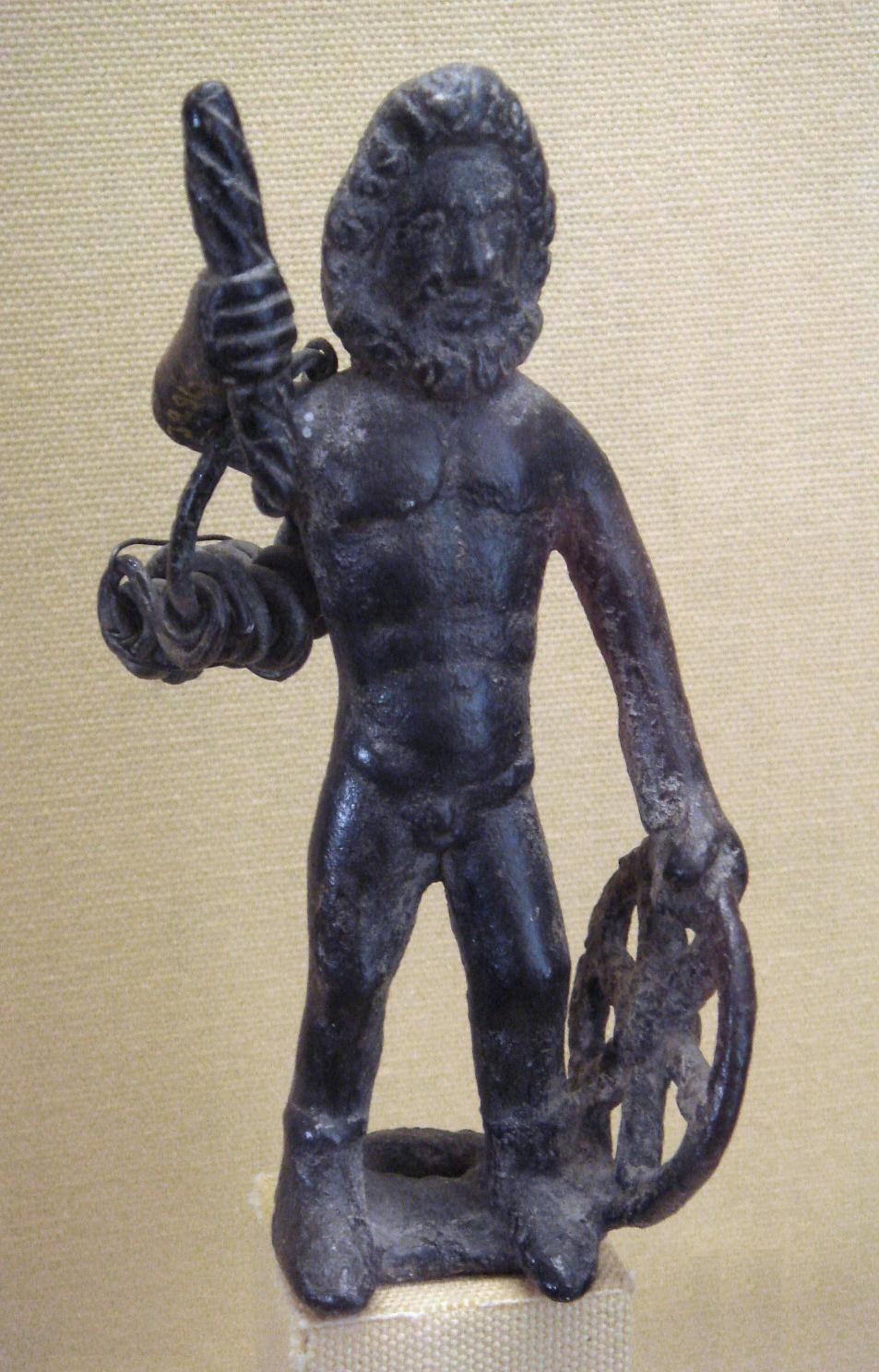

타라니스(Taranis)는 갈리아, 갈리시아, 브리튼 제도에서 숭배되었던 켈트 신화의 천둥신이다. 라인란트와 다뉴브 일대에서는 타라니스가 에수스와 투타티스와 함께 삼신일체로 숭배되었으며, 로마 시인 루카누스에 따르면 타라니스는 인신공양을 요구하는 신이었다고 한다.
갈리아에서 출토되는 타라니스는 대부분 한 손에 벼락을, 다른 손에 바퀴를 들고 있는 수염이 북슬북슬한 남신으로 묘사된다. 타라니스는 로마의 유피테르와 동일시되었다.

## 같이 보기
- 델바흐
- 페르쿠나스
- 인드라
- 페룬
- 토르
- 티란
- 제우스